# MØ
Karen Marie Aagaard Ørsted Andersen (Ubberud, 13 de Agosto de 1988) conhecida como MØ (Inglês: /moʊ/; dinamarquês: /mø/) é uma cantora e compositora dinamarquesa que tem contrato assinado com a Sony Music. MØ tinha apenas sete anos quando as Spice Girls a inspiraram a fazer música. Em sua adolescência, ela cantou no duo punk MOR e olhou para Kim Gordon como um "grande herói e modelo". Então, em seus vinte e poucos anos, ela "se apaixonou" pelo hip-hop. Todas essas influências levaram à sua vibe synth-pop. MØ tem sido comparada a vocalistas electro-pop como Grimes, Purity Ring, e Twin Shadow. Além de ser as iniciais de seu nome e sobrenome, a palavra mø significa "donzela" ou "virgem" em dinamarquês. Seu álbum de estúdio de estreia, No Mythologies to Follow, foi lançado em março de 2014.
Em 2014, MØ colaborou com a rapper australiana Iggy Azalea na música "Beg for It" que alcançou o número 27 na parada americana Billboard Hot 100, dando a MØ sua primeira entrada no gráfico. No ano seguinte, MØ contribuiu com vocais paro o trio Major Lazer em parceria com DJ Snake na música "Lean On", que atingiu um ponto alto em gráficos internacionais, incluindo o número um na Austrália, o número dois no Reino Unido, o número quatro na Billboard dos Estados Unidos várias outras paradas ao redor do mundo.

## Vida pregressa
MØ nasceu no vilarejo de Ubberud, perto de Odense, e cresceu em Ejlstrup na ilha de Fiónia, na Dinamarca. Seu pai, Frans Ørsted, é um psicólogo e sua mãe, Mette Ørsted, é uma professora. Ela tem um irmão mais velho, Kaspar, que é médico e a atualmente mantem um relacionamento com o músico dinamarquês Mads Damsgaard Kristiansen.

## Carreira musical

### 2006–10: projetos paralelos
Em 2006, MØ lançou um projeto paralelo intitulado The Edmunds, que incluiu faixas como "Garbage King" e "Polly Get Your Gun". MØ também lançou vários outros projetos paralelos durante 2008-10, incluindo títulos como "A Piece of Music to F * ck to" e "The Rarities". Os side-projects incluíram músicas que foram previamente retiradas devido a um motivo desconhecido, mas foram re-lançadas por um fã no YouTube.

### 2007–12: MOR
MØ e sua amiga Josefine Struckmann Pedersen formaram o duo MOR em 2007 e lançaram dois EPs, Fisse I Dit Fjæs ("Pussy in Your Face") e Vanvidstimer ("Madness Hours"), em 2009 e 2011, respectivamente. O duo MOR se separou em 7 de setembro de 2012.

### 2012–15: No Mythologies to Follow
Em 2012, MØ lançou seu primeiro single "Maiden"
Em 14 de janeiro de 2013, ela lançou o single "Glass". Em 15 de março de 2013, ela lançou "Pilgrim". A música foi apresentada como P3s Uundgåelige (P3 Inevitável), um selo dado ao aumento dos artistas pela estação de rádio dina DR P3 e foi inicialmente lançado em edição limitada de 7" single vinil através da Turntable Kitchen Pairings Box. A canção atingiu o pico no número 11 na parada de singles dinamarquês, Hitlisten.A primeira aparição de MØ na televisão ao vivo foi durante o prêmio dinamarquês P3 Guld em 27 de março de 2013. Em 07 de junho de 2013, ela lançou o single "Waste of Time". Em 18 de agosto de 2013, foi confirmado através do empresário Ash Pournouri no Twitter, que MØ é a vocalista de Avicii na canção "Dear Boy", que mais tarde foi apresentada em seu álbum de estréia, True. Em 30 de agosto de 2013, em parceria com o DJ e produtor musical norte-americano Diplo, lançou o single "XXX 88". Em 18 de outubro de 2013, lançou seu EP de estreia, Bikini Daze. Em 10 de Março de 2014, ela lançou seu álbum de estréia No Mythologies to Follow.
MØ saiu em turnê pela Europa e Estados Unidos em apoio ao álbum, terminando em junho. Em 2 de junho de 2014, ela estreou no programa de televisão americano Jimmy Kimmel Live!, onde apresentou as músicas "Do not Wanna Dance" e "Pilgrim". "Walk This Way" foi lançado em 16 de junho de 2014 como single de No Mythologies to Follow. Em 23 de junho, MØ anunciou as datas adicionais da turnê nos Estados Unidos e no Canadá a partir de setembro. Em novembro de 2014, ela ganhou quatro prêmios no Danish Music Awards: Álbum Dinamarquês do Ano, Artista Solo Dinamarquês do Ano, Artista Inovador Dinamarquês do Ano e Vídeo de Música Dinamarquês do Ano.
Em 17 de Outubro de 2014, foi divulgado que o novo single da rapper Iggy Azalea, Beg For It seria em parceria de MØ, e em 25 de Outubro, a canção foi disponibilizada para download digital e stream. No mesmo dia, Iggy e MØ performaram a canção pela primeira vez no Saturday Night Live em um episódio da 40ª temporada apresentado por Jim Carrey. A performance de MØ foi duramente criticada pelos telespectadores que atacaram-na por meio de redes sociais. MØ, por meio de uma nota, pediu desculpas aos fãs e explicou que teve problemas técnicos. MØ também participou da canção "One More" da cantora e compositora sueca Elliphant, que foi lançado oficialmente como single em 22 de setembro de 2014. O video musical oficial foi lançado um dia depois, 23 de setembro.
MØ também co-escreveu a música "All My Love" do grupo de música eletrônica Major Lazer, que contém os vocais da cantora e compositora americana Ariana Grande. MØ também co-escreveu e forneceu seus vocais para outra música do Major Lazer, "Lean On", em colaboração com o produtor francês DJ Snake, que foi lançada em março de 2015. A música acabou alcançando o topo dos charts da Dinamarca, Austrália, Finlândia, Irlanda, Holanda e Nova Zelândia, enquanto atingiu o top cinco em vários países, incluindo França, Alemanha, Suécia, Reino Unido e Estados Unidos. O vídeo de 'Lean on' ganhou mais de 2 bilhões de visualizações no YouTube em abril de 2017, tornando-o o nono vídeo mais visto do site.

### 2015–presente: When I Was Young, mais colaborações e Forever Neverland

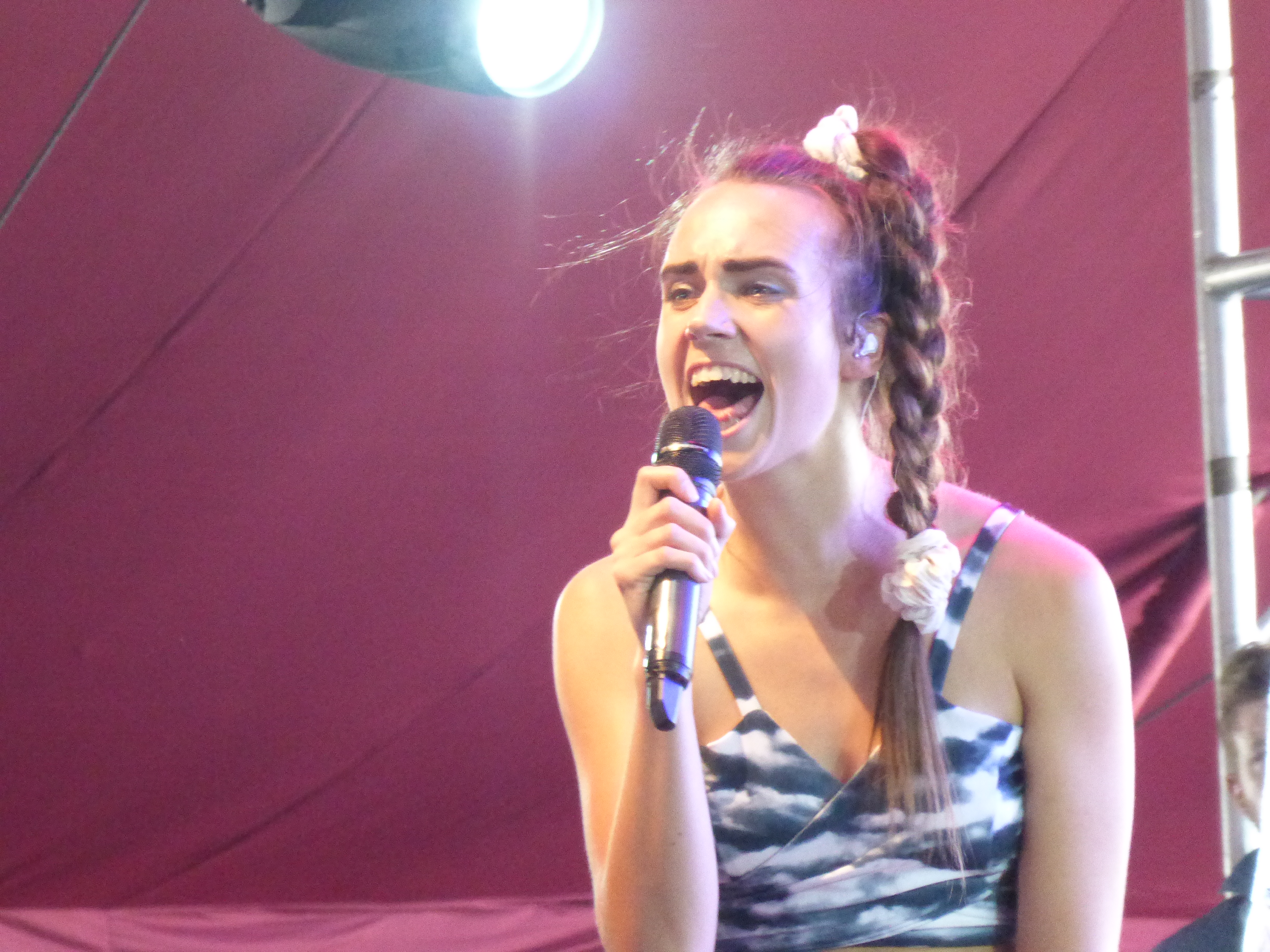
MØ se apresentando no Coachella em 2015

Em 1 de outubro de 2015, foi anunciado que o primeiro single do próximo segundo álbum de estúdio de MØ, "Kamikaze", produzido por Diplo, seria lançado em 15 de outubro de 2015. Em 14 de outubro, o single fez sua estréia mundial em um segmento da BBC Radio 1 apresentado pela Annie Mac antes que a versão de estúdio fosse lançada no dia seguinte. "Kamikaze" ficou nos charts da Dinamarca, Reino Unido, Austrália e Bélgica. Em 13 de maio de 2016, "Final Song", o segundo single do segundo álbum de MØ, foi lançado e também fez sua estréia mundial no mesmo segmento de rádio hospedado pelo Mac. A música foi co-escrita com a cantora e compositora sueca Noonie Bao e o cantor e compositor inglês MNEK. Tornou-se o primeiro top 40 da MØ como artista principal no Reino Unido, com a canção atingindo o número 15 no UK Singles Chart. Além disso, a música atingiu o top 40 em mais de 10 países em todo o mundo.
Em 22 de julho de 2016, Major Lazer lançou o single "Cold Water", em parceria com o cantor canadense Justin Bieber e MØ, tendo como sua quarta vez trabalhando com Major Lazer. Nos Estados Unidos, "Cold Water" estreou no número dois na Billboard Hot 100, tornando-se o segundo top 10 da MØ e seu terceiro top 40 single, também é o seu single mais famoso nos Estados Unidos. MØ é o maior ato dinamarquês com Jørgen Ingmann ("Apache") e Lukas Graham ("7 Years"), que alcançaram o número dois na Billboard Hot 100. No Reino Unido, "Cold Water" estreou no número um no UK Singles Chart. A música tornou-se o primeiro número um de MØ, e ela é apenas a quarta artista dinamarquesa a alcançar o número um no Reino Unido. Além disso, é a primeira vez que dois artistas dinamarqueses alcançaram o número um no mesmo ano (com o outro sendo "7 Years" de Lukas Graham).
Em 17 de setembro de 2016, MØ anunciou o lançamento de sua nova faixa intitulada "Drum" no Twitter. Já fez aparições especiais em concertos e shows anteriores. A música foi produzida pelo produtor americano Bloodpop também co-escrita pela cantora e compositora inglesa Charli XCX ao lado de Noonie Bao. Em outubro de 2016, o áudio oficial da música foi lançado. O vídeo da faixa foi lançado em seu canal oficial no YouTube em 17 de Novembro de 2016.
Em 6 de janeiro de 2017, o duo eletrônico inglês Snakehips estreou sua nova faixa "Don't Leave", que apresenta os vocais de MØ. O lyric video foi lançado no mesmo dia, e foi dito que a música estaria presente no álbum de estréia de Snakehips. Em 10 de março de 2017, MØ apareceu na faixa "3AM (Pull Up)" de Charli XCX, faixa presente no mixtape, Number 1 Angel. MØ também apareceu ao lado de Sophie na música "9 (After Coachella)" do Cashmere Cat, que é o quinto single para seu próximo álbum de estréia, 9. Em 21 de abril de 2017, foi lançado "Nights with You", quarto single do seu próximo e segundo álbum de estúdio, a faixa foi lançada oficialmente no mundo inteiro depois de estrear no show da BBC Radio 1 da MistaJam no dia anterior.
Em 26 de outubro de 2017, MØ lançou de surpresa seu segundo extended play, intitulado When I Was Young. O EP é composto de músicas que MØ escreveu ao longo de quatro anos desde o lançamento de No Mythologies to Follow. Em 30 de outubro de 2017, MØ anunciou uma turnê norte-americana com Cashmere Cat intitulada "Meøw Tour" em apoio ao EP. A turnê aconteceu de janeiro a fevereiro de 2018. No início de 2018, ela colaborou com o produtor Jack Antonoff para cantar uma música para a trilha sonora de "Love, Simon". Ela cantou "Never Fall In Love". Em 19 de outubro de 2018, MØ lança seu segundo álbum de estúdio, intitulado Forever Neverland. O álbum conta com colaborações de Charli XCX, What So Not e Empress Of.

## Estilo musical
MØ tinha sete anos quando se interessou pela música, graças às Spice Girls. Já adolescente, ela se interessou pelo estilo punk rock e pelos movimentos antifascistas, ouvindo Black Flag, Nirvana, The Smashing Pumpkins, Yeah Yeah Yeahs e, especialmente, Sonic Youth, dizendo que olhou para Kim Gordon como uma "grande heroína e modelo a seguir".
A música de MØ tem sido descrita como "música eletro com coragem". A NME comparou seu trabalho como um cruzamento entre Siouxsie Sioux e Janet Jackson.

## Discografia

### Álbuns de estúdio
| Título                   | Detalhes do álbum                                                                                 |
| ------------------------ | ------------------------------------------------------------------------------------------------- |
| No Mythologies to Follow | - Lançamento: 10 de março de 2014 - Gravadora: Sony Music Denmark - Formato: Digital download, CD |
| Forever Neverland        | - Lançamento: 19 de outubro de 2018 - Gravadora: Columbia - Formato: Digital download             |
| Motordrome               | - Lançamento: 28 de janeiro de 2022 - Gravadora: Columbia - Formato: Digital Download             |
| Plæygirl                 | - Lançamento: 16 de maio de 2025 - Gravadora: Sony Music - Formato: Digital Download              |

### Extended play
| Título           | Detalhes do EP                                                                                             |
| ---------------- | --- |
| Bikini Daze      | - Lançamento: 18 de Outubro de 2013 - Gravadora: Sony Music Denmark - Formato: CD, Digital download, vinil |
| When I Was Young | - Lançamento: 26 de Outubro de 2017 - Gravadora: Sony Music Denmark - Formato: Digital download            |

### Singles
| Ano                                                                    | Título                | Posições nas paradas | Álbum                    |
| Ano                                                                    | Título                | DEN                  | Álbum                    |
| ---------------------------------------------------------------------- | --------------------- | -------------------- | ------------------------ |
| 2012                                                                   | "Maiden"              | —                    | No Mythologies to Follow |
| 2013                                                                   | "Glass"               | —                    | No Mythologies to Follow |
| 2013                                                                   | "Pilgrim"             | 11                   | No Mythologies to Follow |
| 2013                                                                   | "Waste of Time"       | —                    | No Mythologies to Follow |
| 2013                                                                   | "XXX 88" (com Diplo)  | —                    | No Mythologies to Follow |
| 2014                                                                   | "Don't Wanna Dance"   | 25                   | No Mythologies to Follow |
| 2014                                                                   | "Say You'll Be There" | —                    | No Mythologies to Follow |
| 2014                                                                   | "Walk This Way"       | 33                   | No Mythologies to Follow |
| 2015                                                                   | "Kamikaze"            | 16                   | TBA                      |
| 2016                                                                   | "Final Song"          | 4                    | TBA                      |
| 2016                                                                   | "Drum"                | 21                   | TBA                      |
| 2017                                                                   | "Nights with You"     | 21                   | TBA                      |
| 2017                                                                   | "When I Was Young"    | 37                   | When I Was Young - EP    |
| 2018                                                                   | "Nostalgia"           | —                    | Forever Neverland        |
| 2018                                                                   | "Sun in Our Eyes"     | —                    | Forever Neverland        |
| 2018                                                                   | "Way Down"            | —                    | Forever Neverland        |
| 2018                                                                   | "Imaginary Friend"    | —                    | Forever Neverland        |
| "—" significa que o single não foi para as paradas ou não foi lançado. |                       |                      |                          |

### Outras aparições
| Ano  | Canção                | Álbum                                                                    | Artista       |
| ---- | --------------------- | ------------------------------------------------------------------------ | ------------- |
| 2013 | "Dear Boy"            | True                                                                     | Avicii        |
| 2014 | "Beg For It"          | Reclassified                                                             | Iggy Azalea   |
| 2014 | "One More"            | Living Life Golden                                                       | Elliphant     |
| 2015 | "Lean On"             | Peace is The Mission                                                     | Major Lazer   |
| 2015 | "Lost"                | Music is the Weapon                                                      | Major Lazer   |
| 2016 | "Cold Water"          | Cold Water (feat. Justin Bieber & MØ) - Single                           | Major Lazer   |
| 2017 | "Don't Leave"         | Don't Leave - Single                                                     | Snakehips     |
| 2017 | "9 (After Coachella)" | 9                                                                        | Cashmere Cat  |
| 2017 | "3AM (Pull Up)"       | Number 1 Angel                                                           | Charli XCX    |
| 2017 | "Get It Right"        | Major Lazer Presents: Give Me Future (Music From & Inspired by the Film) | Diplo         |
| 2018 | "We Are..."           | We Are... (feat. MØ) - Single                                            | Noah Cyrus    |
| 2018 | "Dance For Me"        | Heavy Rules Mixtape - EP                                                 | ALMA          |
| 2018 | "Stay Open"           | Stay Open (feat. MØ) - Single                                            | Diplo         |
| 2018 | "Your Lovin'"         | Your Lovin' (feat. MØ & Yxng Bane) - Single                              | Steel Banglez |

## Turnês
- Meøw Tour (com Cashmere Cat) (2017-2018)
- Forever Neverland World Tour (2018)[99][100]